# Ramona (romanzo)
Ramona, un romanzo di Helen Hunt Jackson del 1884, è la storia di un'orfana parte scozzese parte nativa americana, cresciuta e sposata in California meridionale, subendo discriminazione razziali e stenti.
In origine pubblicato sul quotidiano Christian Union a puntate settimanali, il romanzo in seguito divenne molto popolare.
A tutt'oggi ha avuto più di 300 ristampe, uscito in 4 versioni di film, ed è stato rappresentato come spettacolo all'aperto dal 1923.
L'impatto avuto dal romanzo sulla cultura e sull'immagine della California meridionale fu enorme. La sua romanticizzazione della vita coloniale messicana diede alla regione un'inconfondibile identità culturale e la sua pubblicazione coincise con l'arrivo delle linee ferroviarie nella regione, portandovi numerosi turisti che volevano vedere i luoghi del romanzo.

## Trama
Il libro della Jackson è ambientato in California meridionale, subito dopo la guerra messico-americana. Vi si narra di una ragazza orfana che è parte scozzese e parte indiana, cresciuta dalla Señora Gonzaga Moreno, sorella di sua madre adottiva, deceduta. La Señora Moreno ha cresciuto Ramona come fosse parte della famiglia, dandole tutto, perché così le chiese sua sorella. La Moreno si considera ancora messicana, anche se la California meridionale non lo è più, e lei odia gli statunitensi, che le hanno danneggiato il suo grande rancho e rubato le  terre. La señora Moreno adora il suo unico figlio, Felipe Moreno, ma non ama Ramona perché è in parte Indiana.
La Moreno anche quell'anno organizza la tosatura delle pecore, così che il gruppo di Indiani da Temecula, California, che lei assume ogni anno, possa arrivare, ed arriva anche il prete, Padre Salvierderra, da Santa Barbara. Señora Moreno fa ciò per assicurarsi che i "pagani" partecipino alla messa nella sua cappella e abbiano un'opportunità per confessarsi. Ramona s'innamora di un giovane pastore Indiano, Alessandro, che è anche il figlio del capotribù, Pablo Assis; la Moreno è indignata; Ramona capisce che lei non l'ha mai amata e, alla delusione dell'anziana donna, fugge con Alessandro.
Ramona e Alessandro hanno una figlia. Anche loro soffrono miseria e stenti. Subiscono il furto di molte delle loro case, a causa dell'avidità di certi americani per la loro terra, e non trovano una dimora fissa. Alla fine si trasferiscono nelle montagne di San Bernardino. Alessandro perde la ragione. Un giorno egli, in città, prende un cavallo di un americano; l'uomo lo segue fino a casa, e gli spara.
Intanto Señora Moreno è morta. Felipe trova Ramona e la sposa; essi partono per andare a vivere in Messico.

## Temi principali
Jackson scrisse Ramona tre anni dopo A Century of Dishonor (Un secolo di disonore), un rapporto sul maltrattamento dei nativi americani negli Stati Uniti. Con il suo libro ella cercò di descrivere l'esperienza degli Indiani "in modo da toccare i cuori della gente".
Lei volle scuotere l'opinione pubblica e l'interesse per il miglioramento della loro condizione, più di quanto Harriet Beecher Stowe e La capanna dello zio Tom avevano fatto per gli schiavi.

## Edizioni
- Helen Hunt Jackson, Ramona, Little, Brown, 1900, ISBN 0-8129-7351-8.